# Le Troisième Bonheur

Le Troisième Bonheur est le troisième tome de la série de romans (ou « Trilogie Viou ») de l'écrivain Henri Troyat, sorti en 1987. Il suit Viou et À demain, Sylvie.

## Résumé
Sylvie est devenue femme. Elle a désormais 21 ans. Sa grand-mère meurt au début du roman. Sa mère, Jilou, lui propose de s'acheter un appartement pour être indépendante, vivre seule... Sylvie accepte, avec joie. Après plusieurs recherches, elle opte pour l'appartement de la rue Jacob et fait la connaissance de Mlle Connafieu, qui lui a fait visiter l'appartement. On apprend aussi qu'elle a une relation avec Olivier (qui était mentionné dans À demain, Sylvie) qui lui décore son appartement.
Jilou décide de quitter Xavier car elle mérite mieux que lui. Elle vit avec Philippe Marzona, un commissaire-priseur. Pendant ce temps, Sylvie travaille chez Mlle Connafieu comme collaboratrice et se passe ainsi de l'aide financière de ses parents. 
Xavier est pitoyable, misérable et Sylvie essaye plusieurs fois de le réconforter. Il est persuadé que Jilou reviendra.
Sylvie, quant à elle, se révolte contre sa mère, la rejette. Un jour, elle organise une rencontre entre ses parents dans laquelle Jilou avoue à Xavier son prochain mariage, ce qui l'achève. Le soir même, il se suicide.
À partir de là, Jilou ne revoit plus Philippe Marzona mais au bout d'un certain temps, il se voient à nouveau et se marient. Sylvie, elle, décide d'épouser Olivier et deux ans plus tard, conçoit un fils, Xavier.